# Arhitectul din Babel
Arhitectul din Babel este al șaselea album de studio al trupei de rock alternativ Alternosfera.

## Lista cântecelor
| #   | Titlul               | Durata   |
| --- | -------------------- | -------- |
| 1.  | "Drumuri dintre noi" | 00:04:11 |
| 2.  | "Timpul"             | 00:03:31 |
| 3.  | "Rachete"            | 00:04:29 |
| 4.  | "Orice gând"         | 00:04:12 |
| 5.  | "Amanet"             | 00:03:49 |
| 6.  | "Fântânile"          | 00:04:21 |
| 7.  | "Unu doi unu doi"    | 00:03:07 |
| 8.  | "Lucis"              | 00:04:20 |
| 9.  | "Scrisori"           | 00:03:39 |
| 10. | "Outro"              | 00:02:05 |

## Videoclipuri
Formația a filmat videoclipuri pentru piesele „Lucis”, „Fântânile” și „Amanet”, acestea fiind lansate ca single-uri pe 21 noiembrie 2018, 13 decembrie 2018, respectiv, 13 decembrie 2019.